# Менсфилд Сентер (Конектикат)
Менсфилд Сентер (енгл. Mansfield Center) насељено је место без административног статуса у америчкој савезној држави Конектикат.

## Демографија
По попису из 2010. године број становника је 947, што је 26 (-2,7%) становника мање него 2000. године.
| Група             | 2000.       | 2010.       |
| Белци             | 889 (91,4%) | 801 (84,6%) |
| Афроамериканци    | 12 (1,2%)   | 19 (2,0%)   |
| Азијати           | 39 (4,0%)   | 68 (7,2%)   |
| Хиспаноамериканци | 14 (1,4%)   | 28 (3,0%)   |
| Укупно            | 973         | 947         |